# حيطورة
حيطورة هي إحدى القرى اللبنانية من قرى قضاء جزين في محافظة الجنوب.

## الموقع والجغرافيا
تبعد حيطورة 77 كلم (47.8478 مي) عن بيروت عاصمة لبنان. ترتفع 1060 م (3477.86 قدم - 1159.216 يارد) عن سطح البحر وتمتد على مساحة 177  هكتاراً (1.77 كلم²- 0.68322 مي²).

## السكان
يبلغ عدد السكّان المسجّلين في حيطورة 145 نسمة.  في الانتخابات الأخيرة عام ألفين وأربعة،  كان في حيطورة 1217 منتخب مسجل ومنهم 759 منتخب فعليّ. يوجد في البلدة مجلس بلدي.